# Hubersent
Hubersent é uma comuna francesa na região administrativa de Altos da França, no departamento de Pas-de-Calais. Estende-se por uma área de 7,97 km². Em 2010 a comuna tinha 276 habitantes (densidade: 34,6 hab./km²).